# Argopus bicolor
Argopus bicolor is een keversoort uit de familie bladkevers (Chrysomelidae). De wetenschappelijke naam van de soort werd in 1824 gepubliceerd door Johann Gotthelf Fischer von Waldheim.